# Emiliano Ramos
Emiliano Máximo Ramos Avilés (Arica, 8 marzo 2005) è un calciatore cileno, attaccante dell'Everton.

## Caratteristiche tecniche
È un difensore centrale.

## Carriera

### Club
Cresciuto nel settore giovanile dell'Everton, ha debuttato in prima squadra il 25 giugno 2022 nell'incontro di Copa Chile perso 2-1 contro il Magallanes. Ha segnato il suo primo gol il 12 maggio del 2024, in Primera División contro il Cobresal.

### Nazionale
Nel 2025 con la nazionale cilena Under-20 ha partecipato al campionato sudamericano di categoria.

## Statistiche

### Presenze e reti nei club
Statistiche aggiornate al 29 aprile 2025.
| Stagione        | Squadra         | Campionato      | Campionato | Campionato | Coppe nazionali | Coppe nazionali | Coppe nazionali | Coppe continentali | Coppe continentali | Coppe continentali | Altre coppe | Altre coppe | Altre coppe | Totale | Totale | Totale |
| Stagione        | Squadra         | Comp            | Pres       | Reti       | Comp            | Pres            | Reti            | Comp               | Pres               | Reti               | Comp        | Pres        | Reti        | Pres   | Reti   |        |
| --------------- | --------------- | --------------- | ---------- | ---------- | --------------- | --------------- | --------------- | ------------------ | ------------------ | ------------------ | ----------- | ----------- | ----------- | ------ | ------ | ------ |
| 2022            | Everton         | PD              | 0          | 0          | CC              | 1               | 0               | CS                 | 0                  | 0                  | -           | -           | -           | 1      | 0      |        |
| 2023            | Everton         | PD              | 1          | 0          | CC              | 1               | 1               | -                  | -                  | -                  | -           | -           | -           | 2      | 1      |        |
| 2024            | Everton         | PD              | 17         | 2          | CC              | 1               | 0               | CS                 | 0                  | 0                  | -           | -           | -           | 18     | 2      |        |
| 2025            | Everton         | PD              | 8          | 0          | CC              | 2               | 0               | CS                 | 1                  | 0                  | -           | -           | -           | 11     | 0      |        |
| Totale carriera | Totale carriera | Totale carriera | 26         | 2          |                 | 5               | 1               |                    | 1                  | 0                  |             | -           | -           | 32     | 3      |        |